# 澳門六記紅豆餅
澳門六記紅豆餅由1970年代開始經營，一共經歷了三代，在賣草地街開設檔口出售。六記紅豆餅的全部工驟均由人手完成，而且是現叫現做。其外皮是以面粉、豬油、雞蛋為主要材料，用豬油的其中一個原因其香味比普通油更濃，其次是因為豬油糕在當地是特產，餅的中間是紅豆夾心，最後一個部驟是油炸，炸至金黃後便可以出售。
六記紅豆餅曾入選為澳門十大街頭小吃之一，其中六記的薑糖也成功入選，自店鋪經營開始，六記一直沒有擴充業務，並於2005年正式結業。